# Afrocyclops pauliani
Afrocyclops pauliani is een uitgestorven eenoogkreeftjessoort uit de familie van de Cyclopidae. De wetenschappelijke naam van de soort is voor het eerst geldig gepubliceerd in 1951 door Lindberg.